# 纓耳松鼠
缨耳松鼠（学名：Sciurus aberti；英语：tassel-eared squirrel、Abert's squirrel）是松鼠屬的一種中型松鼠，分布于落基山脉以南、西马德雷山脉以北地区，体长46–58厘米。其英语俗名“Abert's squirrel”来自约翰·詹姆斯·阿尔伯特。